# Ottavio Paravicini
Ottavio Paravicini (Roma, 11 de julho de 1552 - Roma, 3 de fevereiro de 1611) foi um cardeal do século XVI.

## Biografia
Nasceu em Roma em 11 de julho de 1552. Filho de Giovanni Michele Paravicini e Lomellina Laudata, de Gaeta. Pertenceu a uma família patrícia originária de Como, que se mudou para Roma na primeira metade do século e exerceu as atividades mercantis. O pai, falecido em 1565, estava registrado na corporação mercantil de Ripa, enquanto o tio, Pietro Paolo, médico, havia permanecido na Lombardia e foi atribuído ao patriciado milanês. Seu primeiro nome também está listado como Ottaviano; e seu sobrenome como Parravicini.
Desde a infância, por volta dos quatro anos, entrou em contato com o ambiente que girava em torno do padre Filippo Neri, amigo e conhecido de seu pai, e com o oratório filipino de S. Girolamo della Carità. Teve como tutor o P. Cesare Baronio e como confessor o P. Filippo Neri, como contou extensamente nos depoimentos que prestou no processo de canonização deste último. Ainda mais tarde, manteve-se fortemente ligado ao ambiente oratoriano e em particular aos padres Cesare Baronio e Francesco Maria Tarugi, que mais tarde foi seu colega no Colégio Cardinalício. Enquanto seu irmão mais velho, Pier Francesco, continuou a família, casando-se com Giulia Porcari em 1577, Ottavio foi iniciado na vida religiosa. É provável que, além das estratégias familiares e aspirações pessoais de Paravicini, temores de problemas de saúde pesaram em sua escolha. Tendo atingido a maioridade, ele apareceu de fato caracterizado por uma deformação torácica e alguma doença ocular, bem como por um físico geral fraco. Por quase vinte anos, ele serviu a missa celebrada por Filippo Neri. O padre Cesare Baronio, Orat., era seu padrinho quando recebeu o sacramento da confirmação.
Ele viajou para a Espanha com o cardeal Antoine de Granvelle de 1580 a 1583.
Ele não os havia recebido em 1584, quando foi eleito bispo de Alexandria.
Eleito bispo de Alexandria, com dispensa por ainda não ter recebido as sagradas ordens, em 5 de março de 1584. Consagrado, em 15 de julho de 1584, catedral de Milão, pelo cardeal Carlo Borromeo, arcebispo de Milão, coadjuvado por Filippo Sega, bispo de Piacenza, e por Francesco Bosio, bispo de Novara. Tomou posse da sé em julho de 1584 e, em setembro, iniciou sua primeira visita pastoral. Embora frequentemente ausente da diocese, iniciou um forte governo episcopal, promovendo várias inovações na vida pastoral e religiosa e uma modernização geral das estruturas religiosas, graças à ação de seus vigários Girolamo e Orazio Confalonieri. Em particular, realizou importantes obras de adaptação da catedral, a fim de valorizar os objetos religiosos mais importantes, segundo um programa religioso-pedagógico de caráter tridentino e borromeu, e do bispado. Nomeado núncio na Suíça, com faculdades de legadoa latere, em 19 de setembro de 1587. Como parte de um esforço, já tenazmente prosseguido pelo Papa Gregório XIII, para fortalecer a presença de representantes pontifícios permanentes naquela área. A realidade político-religiosa na qual o Núncio Paravicini foi chamado a trabalhar era particularmente difícil, não só pela fractura confessional, que se acentuou após a formação em 1586-1587 de uma Liga de cantões católicos, mas também pelo complexo mosaico de poderes políticos e eclesiásticos que caracterizaram a Suíça. Seu antecessor, Giovambattista Santoni, apesar de ter alcançado notáveis sucessos no fortalecimento militar dos cantões católicos, entrou em conflito com o governo da cidade de Lucerna, que exercia vários poderes sobre os benefícios eclesiásticos locais, e teve que ser destituído em agosto 1587. Além de atuar como observador político em benefício da Santa Sé e do Grão-Duque da Toscana, o Núncio Paravicini teve que lidar com as tensões ocorridas no cantão de Appenzell, onde a minoria protestante tentou se impor sobre um católico maioria. No entanto, após uma assembléia geral dos cantões (abril de 1588), foi possível garantir a preeminência da religião católica. Foi um primeiro e importante sucesso no trabalho de consolidação do catolicismo na Suíça, que foi fortalecido, em julho de 1590, pela conversão do Margrave James III de Baden-Hochberg. Do ponto de vista estritamente religioso, promoveu a residência dos bispos, favorecendo a passagem da diocese de Constança do cardeal Mark Sittich von Hohenems para o cardeal Andreas von Austria, depois que a possibilidade de concedê-lo a um prelado de certa confiabilidade como Jacob Fugger havia desaparecido. Procurou também consolidar a disciplina eclesiástica, apoiando a ação dos capuchinhos e dos jesuítas, que em 1588 iniciaram a construção de uma igreja em Lucerna.
Criado cardeal sacerdote no consistório de 6 de março de 1591; não chegou imediatamente a Roma, mas ficou na Suíça para promover o recrutamento de um contingente de mercenários destinados a apoiar a força expedicionária enviada pelo pontífice em apoio à Liga Católica que se opunha ao rei Henrique IV da França. Em agosto, foi designado legado para a França no lugar de Marsilio Landriano, mas a nomeação não teve sucesso devido às incertezas da política papal sobre a linha a ser seguida naquela fase da guerra entre o rei Henrique IV e a Liga Católica e , em dezembro, foi substituído no Pais pelo Núncio Filippo Sega. Recebeu o gorro vermelho e o título de S. Giovanni a Porta Latina em 20 de novembro de 1591. Participou do conclave de 1591, que elegeu o Papa Inocêncio IX. Nomeado membro da Congregação Alemã, criada para apoiar os esforços de recatolicização na área do Império. Ele manteve o cargo sob os pontificados do Papa Clemente VIII e do Papa Paulo V. Participou do conclave de 1592, que elegeu o Papa Clemente VIII. Optou pelo título de S. Alessio, em 9 de março de 1592. Foi membro das Congregações do Conselho e do Exame dos Bispos, e, a partir de 1595, vice-protetor do Império; após a morte do cardeal Ludovico Madruzzo, em abril de 1600, exerceu efetivamente a função de protetor do Império, que lhe foi formalmente reconhecida em 1603. Porém, mesmo antes dessa data, havia atuado como principal representante em Roma do interesses dos Habsburgos da Áustria, atuando em estreita ligação com os embaixadores do imperador Rodolfo II. Renunciou ao governo da diocese de Alexandria antes de 10 de maio de 1596. O cardeal Paravicini recebeu, desde 1601, uma pensão de 1000 escudosdo rei Felipe III de Espanha, embora não tenha se destacado por posições abertamente pró-espanholas. Além das encomendas artísticas, pouco se sabe sobre a relação do cardeal com a cultura de seu tempo. No entanto, há indícios de alguma relação com Torquato Tasso, recluso no mosteiro de S. Onofrio, do qual o cardeal Paravicini era protetor, e sabemos que, em 1602, o cardeal tomou a seu serviço o jovem erudito friuliano Ludovico Leporeo, empregado como escriba na Dataria Apostólica. Participou do conclave de março de 1605, que elegeu o Papa Leão XI. Participou do conclave de maio de 1605, que elegeu o Papa Paulo V. Durante o pontificado do Papa Paulo V, desempenhou ainda um papel de alguma importância nas negociações para a defesa dos interesses católicos nos territórios imperiais e dos Habsburgos, em oposição às solicitações dos estados da Boémia, e para a resolução dos conflitos entre o imperador Rodolfo II e seu irmão, o imperador Matias. Ele também cuidou de promover a carreira de seu sobrinho Erasmo Paravicini (1580-1640), que em 1611 foi nomeado bispo de Alexandria. Em 1606, depois de residir por muito tempo em prédios alugados, adquiriu o palácio da família Rustici (atual Besso), no bairro de Sant'Eustachio, por 20.000 escudos, iniciando uma reforma geral, ainda não totalmente concluída quando ele morreu . Camerlengo do Sagrado Colégio dos Cardeais, 7 de janeiro de 1608 a 12 de janeiro de 1609.
Morreu em Roma em 3 de fevereiro de 1611. Enterrado no lado esquerdo do altar-mor da igreja de S. Alessio no Aventino, Roma.